# Stampe et Vertongen SV-4
Stampe et Vertongen SV-4 – belgijski samolot szkolno-treningowy, budowany również na licencji we Francji i Algierii Francuskiej.

## Historia
Samolot został zaprojektowany na początku lat trzydziestych XX wieku przez firmę Stampe et Vertongen w Antwerpii, jego konstruktorem był B. Demidoff. Prototyp został oblatany w 1934 r. Samolot został wdrożony do produkcji seryjnej pod oznaczeniem SV-A z silnikiem Renault 4P-O5 o mocy 140 KM (104 kW). Z silnikiem de Havilland Gipsy Major I o mocy 130 KM (97 kW) opracowano wersję SV-4B.
Do wybuchu II wojny światowej wyprodukowano kilkadziesiąt egzemplarzy. Po zakończeniu działań wojennych produkcja została wznowiona, sprzedano też licencję Francji. Produkcja została uruchomiona w zakładach Société Nationale de Constructions Aéronautiques du Centre oraz w francuskiej Algierii w zakładach Atelier Industriel de l'Aéronautique d'Alger. 
Kolejna wersja rozwojowa została wyposażona w silnik Renault 4Pei o mocy 140 KM (104 kW). Ostatnią wersję rozwojową stanowił SV-4D z silnikiem Mathis G.4R o mocy 175 KM (130 kW). 
W zakładach prowadzących produkcję licencyjną zbudowały ok. 940 samolotów. Te maszyny były używane przez francuskie lotnictwo wojskowe jako samolot treningowy, wiele z nich użytkowano we francuskich aeroklubach. W latach 1970–1973 samoloty SV-4C były użytkowany przez brytyjski zespół akrobacyjny Rothmans.

## Konstrukcja
Jednosilnikowy dwupłat o konstrukcji drewnianej. Płaty o niewielkim skosie, kryte płótnem, wyposażone w lotki. Komora płatów usztywniona taśmami  i zastrzałami. Kadłub o konstrukcji kratownicowej, o przekroju prostokątnym. Miejsca załogi w układzie tandem w odkrytych kabinach, sterownice zdwojone. Usterzenie krzyżowe, statecznik poziomy usztywniony zastrzałami. Podwozie stałe, trójpunktowe z kółkiem ogonowym. 